# Ridderboek van het Hof van Gelre
Het Ridderboek van het Hof van Gelre of het Ridderbouck der Furstendombs Gelre und Graefschap Zutphen bevat lijsten van de samenstelling van de  ridderschappen van de drie (daarvoor vier) kwartieren van Gelre en Zutphen over de periode 1553/1544 tot 1793. Het boek uit 1543 wordt bewaard in het archief van het Hof van Gelre in Arnhem. Het is in 1859 door de ridderschap van Gelderland afgestaan aan het toenmalige Provinciaal Archief.
Het boek bestaat uit een band met katernen en een aantal losse naamlijsten van riddermatigen die verschreven werden. In het begin stelde men om de tien jaar een lijst samen. De eerste is van 1543/1544, daarna 1555 en 1565. In de loop der tijd werden de lijsten steeds frequenter opgesteld en vanaf 1597 jaarlijks. De namen werden per kwartier gegroepeerd. Binnen de kwartieren werden de namen verdeeld per ambtsdistrict. In de naamlijsten werden aantekeningen gemaakt zoals een kruisje bij overlijden, en namen van opvolgers of nieuw ingeschrevenen. Samen met de informatie uit de leenboeken en lijsten van functionarissen geeft het boek een beeld van die tijd.
De oudste lijst begint met gegevens van 1539 en loopt tot in 1548. De daaropvolgende lijst is van 1555 en bevat afspraken van de Landdag van 9 mei 1555 in Nijmegen. De originele lijst op perkament is bewaard gebleven. De lijst is achteraf gemaakt, waarschijnlijk rond 1560 en bevat verschillen met de lijst in het Ridderboek. De originele lijst is bijgehouden tot 1577.
De lijsten werden op verzoek van de stadhouder aangeleverd door de ambtlieden. Ook in de lijst van 1565 zaten fouten die achteraf door de griffier gecorrigeerd zijn en deze heeft personen rechtstreeks ingeschreven. Op de lijst van de griffier staan verklaringen van de boden dat zij de verkrijgingsbrieven voor de riddermatigen in ontvangst hebben genomen om ze persoonlijk af te geven. Dit soort verklaringen op de naamlijsten zien we voor het eerst in 1565. In de landsheerlijke tijd was er altijd onenigheid tussen de griffie van Het Hof en de Landdag van de ridderschappen wie er verschreven moest worden.
Het kwartier van Nijmegen had vanaf 1555 tot 1579 eigen naamlijsten bijgehouden. In 1578 werd Het Hof van Gelre een Staatse instelling. In 1581 werd Philips II afgezworen. De Staten werden soeverein en het Hof voerde de besluiten uit. Andere factoren bepaalden of iemand verschreven werd, zoals de opstelling in de Opstand en de eed van trouw. Wie de Staatsen niet steunden, zoals de bannerheren, verdwenen in 1585 en 1586 van de lijsten. Ook het Overkwartier viel in 1585 af. Aan wie een sauvegarde van de vijand was verleend viel eveneens af. De eerste lijst van de Republiek is van 1592. Toen waren er nog 115 riddermatigen ten opzichte van 244 in 1578. Vanaf 1621 moest men de enige en ware religie aanhangen. Het aantal daalde dat jaar tot 66. Na 1621 steeg het aantal weer doordat men de vereiste religie-eed aflegde.